# Coupe du Maroc de football 1987-1988
 (avril 2024).
Si vous disposez d'ouvrages ou d'articles de référence ou si vous connaissez des sites web de qualité traitant du thème abordé ici, merci de compléter l'article en donnant les références utiles à sa vérifiabilité et en les liant à la section « Notes et références ».
Navigation
Édition précédente Édition suivante
La saison 1987-1988 de la Coupe du Trône est la trente-deuxième édition de la compétition. 
Le Maghreb de Fès remporte la coupe au détriment des FAR de Rabat sur le score de 4 - 2 au t.a.b après un nul de 0-0 au cours d'une finale jouée dans le Complexe Sportif Moulay Abdallah à Rabat. Le Maghreb de Fès remporte ainsi cette compétition pour la seconde fois de leur histoire. 

## Déroulement

### Huitièmes de finale
| Équipe 1                  | Équipe 2                | Résultat |
| Maghreb de Fès            | Olympique de Casablanca | 1 - 0    |
| Olympique de Khouribga    | FAR de Rabat            | 1 - 2    |
| Kawkab de Marrakech       | CODM Meknès             | 1 - 0    |
| Difaâ d'El Jadida         | Tihad Sportif Club      | 2 - 0    |
| Fath Union Sport de Rabat | Chabab Mohammédia       | 1 - 0    |
| Union de Sidi Kacem       | Kénitra Athlétic Club   | 0 - 3    |
| Renaissance de Kénitra    | Raja Club Athletic      | 0 - 5    |
| Tihad Safi                | Wydad Athletic Club     | 1 - 2    |

### Quarts de finale
| Équipe 1                  | Équipe 2              | Résultat            |
| Difaâ d'El Jadida         | Wydad Athletic Club   | 0 - 1               |
| Fath Union Sport de Rabat | FAR de Rabat          | 0 - 1               |
| Raja Club Athletic        | Maghreb de Fès        | 0 - 0 3 - 5 (t.a.b) |
| Kawkab de Marrakech       | Kénitra Athlétic Club | 2 - 1               |

### Demi-finales
| Équipe 1            | Équipe 2       | Résultat |
| Wydad Athletic Club | Maghreb de Fès | 1 - 2    |
| Kawkab de Marrakech | FAR de Rabat   | 3 - 4    |

### Finale
La finale oppose les vainqueurs des demi-finales, le Maghreb de Fès face aux FAR de Rabat, le 11 septembre 1988 au Complexe Sportif Moulay Abdallah à Rabat.
| Coupe du Trône : Finale 1988 | Maghreb de Fès    | 0 - 0 | FAR de Rabat | Complexe Sportif Moulay Abdallah, Rabat |                           |
| 11 septembre 1988            |                   |       |              | Arbitrage : Mohamed Jayed               | Arbitrage : Mohamed Jayed |
| 11 septembre 1988            |                   |       |              | Arbitrage : Mohamed Jayed               | Arbitrage : Mohamed Jayed |
| 11 septembre 1988            | Tirs au but 4 - 2 |       |              | Arbitrage : Mohamed Jayed               | Arbitrage : Mohamed Jayed |